# Hypophylla caldensis
Hypophylla caldensis is een vlindersoort uit de familie van de prachtvlinders (Riodinidae), onderfamilie Riodininae.
Hypophylla caldensis werd in 2001 beschreven door Callaghan.